# 黎凡特海
34°N 34°E / 34°N 34°E

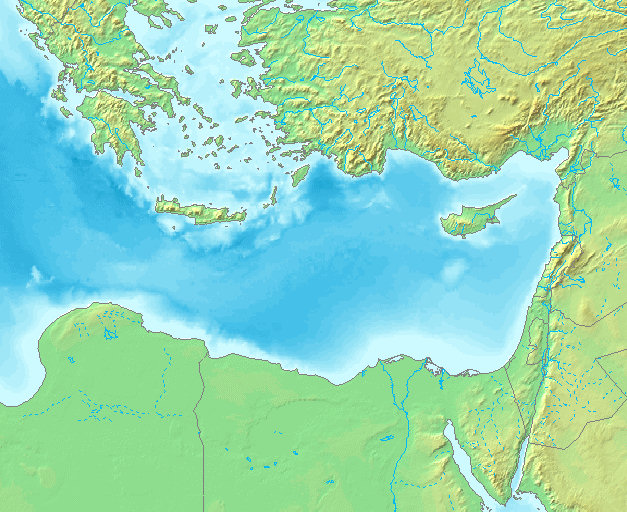

黎凡特海是地中海東面的海域，北臨土耳其，東接敘利亞、黎巴嫩、以色列和加沙地帶，南毗埃及和利比亞，西鄰利比亞海，面積320,000平方公里，最大水深4,384米。

## 外部連結
Study and Analysis of Water Masses Formation in the Levantine Sea